# 怪談 (1972年のテレビドラマ)
『怪談』（かいだん）は、毎日放送と歌舞伎座テレビ室が共同で制作し、NETテレビ系列（現在とは系列が異なる）他にて1972年7月21日から同年9月29日に掛けて放送された、1話完結のオムニバス形式によるテレビ時代劇である。全10話。

## 概要
「四谷怪談」や「牡丹燈籠」、「累ヶ淵」や「雪女」と言った古典的な作品はもちろん、新撰組を題材に取った「新選組 呪いの血しぶき」と言ったオリジナル作品も織り混ぜながら、それぞれがとことん怖さを追求した作品に仕上がっている。制作は『日本怪談劇場』を手掛けた歌舞伎座テレビ室で、後に同じ東京12チャンネルで放送された『日本名作怪談劇場』の制作も手掛けた。

## 放映リスト
| 放送日  | タイトル              | 原作          | 脚本       | 監督       | キャスト |
| ------- | --------------------- | ------------- | ---------- | ---------- | --- |
| 7月21日 | 四谷怪談              | 四世 鶴屋南北 | 宮川一郎   | 山田達雄   | 伊右衛門：天知茂、お岩：円山理映子 長兵衛：戸浦六宏、お槇：高森和子 喜兵衛：見明凡太朗、お梅：吉岡ゆり 浄念：明石潮、茂助：鮎川浩 小平：北町史朗、宅悦：殿山泰司 |
| 7月28日 | 牡丹灯籠              | 三遊亭円朝    | 冬島泰三   | 西山正輝   | 新三郎：田村亮、お露：高田美和 伴蔵：垂水悟郎、およね：秀島優子 およね：平井岐代子、珍海：山岡徹也 良石：河野秋武、おみね：利根はる恵 老婆：津路清子、寺男：片岡一 女中：三上ようこ、留：高橋義治                                                                               |
| 8月11日 | 蚊喰鳥                | 宇野信夫      | 宮川一郎   | 西山正輝   | 徳の市、辰の市：田村高廣、菊次：野川由美子 孝次郎：長門裕之、寺男：寺田誠 弟子：西条圭子、梅田きみ子 |
| 8月18日 | 雨の古沼              | 河竹黙阿弥    | 竹内勇太郎 | 八木美津雄 | 小平次：中村扇雀、小左衛門：神田隆 喜右衛門：竜崎一郎、文吉：大町章次郎 和尚：今村源平、医者：高橋政男 老婆：於島鈴子、お兼：国景子 多九郎：天野新士、おつか：岡田茉莉子 寺男：溝呂木但、女中：名倉美里 茶店の主人：片岡一                                                      |
| 8月25日 | 怨霊まだら猫          | 鈴木兵吾      | 鈴木兵吾   | 山田達雄   | 清太郎：林与一、お雪：武原英子 彦六：穂積隆信、薬売り：岩城和男 小間物商：大泉滉、猿廻し：高杉哲平 飛脚：中島元、お甲：町田祥子 勝蔵：外山高士、おしま：長谷川待子 旅の男：大橋一元、医者：川村憲一郎 旅の女：矢代真弓、百姓：吉野武雄 巡礼：森本三郎、若原初子、同僚：藤原英昭 |
| 9月1日  | 累ヶ淵                | 三遊亭円朝    | 宮川一郎   | 窪川健造   | 新吾郎：伊吹吾郎、豊志賀：加賀ちか子 お久：御影京子、新吉：石山律 三右衛門：美川陽一郎、新左衛門：沼田曜一 医者：池田生二、清兵衛：柳沢真一 宗悦：石山健二郎、女中：河合節子 かご屋：滝川吾郎、永尾英彦、新左衛門の妻：三浦布美子                                               |
| 9月8日  | 地獄へつづく甲州路    | 竹内勇太郎    | 竹内勇太郎 | 唐順棋     | 政吉：成田三樹夫、おせん：土田早苗 信次郎：寺田農、老婆：日高ゆりえ 彦兵衛：村上不二夫、おふみ：松風はる美 代貸：綾川香、熊五郎：天王寺虎之助 村人：大村千吉、九重ひろ子 虎松：深田鉄、三太：畠山麥 船頭：永谷悟一、薬売り：品川隆二                                            |
| 9月15日 | 大奥あかずの間        | 宮川一郎      | 宮川一郎   | 堀内真直   | 徳川綱吉：勝呂誉、信子の方：扇千景 柳沢美濃守：高橋昌也、お妙：珠めぐみ 右衛門佐の局：白木万理、滝山：藤代佳子 浦野：浜田ゆう子、お雪の方：青柳三枝子 園浦ナミ、磯野のり子、松尾悦子                                                                                            |
| 9月22日 | 新選組 呪いの血しぶき | 宮川一郎      | 宮川一郎   | 中川信夫   | 山南敬助：中村敦夫、土方歳三：菅貫太郎 明里：北林早苗、沖田総司：松橋登 芹沢鴨：田中浩、河合耆三郎：古谷一行 近藤勇：草薙幸二郎、神崎八郎：村井国夫 お梅：堀井永子、中村半次郎：大瀬康一                                                                                        |
| 9月29日 | 雪おんな              | 生田直親      | 生田直親   | 西山正輝   | ゆき、雪女：有馬稲子、もん：赤木春恵 彦兵衛：浜村純、まき：楠田薫 客の男：梅津栄、地頭の侍：伊達三郎 葛野：伊藤栄子、はつ：三田桃基子 次平：川合伸旺、伊十郎：高橋悦史 若者頭：佐藤京一、旅の男：峰秀一 油屋：春江ふかみ                                                        |

## スタッフ
- 企画・プロデューサー：金子和一郎
- プロデューサー：横山敞三郎
- 原作：四世 鶴屋南北（第1話）、三遊亭円朝（第2話・第6話）、宇野信夫（第3話）、河竹黙阿弥（第4話）
- 脚本：宮川一郎、冬島泰三、竹内勇太郎、鈴木兵吾、生田直親
- 監督：山田達雄、西山正輝、八木美津雄、窪川健造、唐順棋、堀内真直、中川信夫
- 音楽：冬木透
- 語り：宝生あやこ（第8話）、芥川隆行（第9話）
- 撮影：山田一夫、倉持友一
- 照明：大石弘一
- 美術：鳥居塚誠一
- 録音：加藤一郎
- 編集：堀江貞子
- 記録：河辺美津子 、八木戸春代、石川恵与、沢田智恵子
- 助監督：唐順棋
- 殺陣：宇仁貫三
- 制作主任：高橋憲三
- 装飾：松本義治
- 協力：松竹衣裳、川口かつら、日本芸能美術、日本録音センター、協立音響、横浜シネマ
- 制作：毎日放送、歌舞伎座テレビ室

## 再放送
1990年代終盤から、開局間もない頃の時代劇専門チャンネルやホームドラマチャンネル等で放送された。最近では、時代劇専門チャンネルにて2015年7月に放送された他、2016年にはBSジャパンにて平日朝に放送している。

## DVD
2007年にエムスリイエンタテインメントからDVD-BOXが、2008年には同社から全10話をテーマ別に分類した『男の巻』『女の巻』の各BOXがそれぞれ発売された。さらに2013年には、全10話を1巻辺り各2話ずつ収録した、全5巻の単品DVDがスバックから発売された。

## 関連作品
- 怪奇ロマン劇場（1969年、NET・東映制作）
- 日本怪談劇場（1970年、東京12チャンネル・歌舞伎座テレビ室制作）
- 怪奇十三夜（1971年、日本テレビ・ユニオン映画制作）
- 日本名作怪談劇場（1979年、東京12チャンネル・歌舞伎座テレビ室制作）

| NET系 金曜21時台（当時はMBSの制作枠） | NET系 金曜21時台（当時はMBSの制作枠） | NET系 金曜21時台（当時はMBSの制作枠） |
| 前番組                                | 番組名                                | 次番組                                |
| ------------------------------------- | ------------------------------------- | ------------------------------------- |
| 城下町110番地                         | 怪談                                  | 花よりだんご                          |